# 宣平堡乡
宣平堡乡，是中华人民共和国河北省张家口万全区下辖的一个乡镇级行政单位。

## 行政区划
宣平堡乡下辖以下地区：
宣平堡村、霍家房村、蔡家庄村、第八滩村、南李家庄村、水泉堡村、武家庄村和石庄屯村。